# Hazudik-e a szitakötőlárva?
A Hazudik-e a szitakötőlárva? a Vízipók-csodapók című rajzfilmsorozat első évadának hatodik epizódja. A forgatókönyvet Kertész György írta.

## Cselekmény
Vízipókhoz kétségbeesett váratlan vendég érkezik, aki a rettenetes botpoloska elől menekül. Vízipók megmenti, de azt már nem hiszi el, hogy vendége, aki víz nélkül megfullad, egyszer majd színes szárnyakkal repülni fog a levegőégen.

## Alkotók
- Rendezte: Szabó Szabolcs
- Írta: Kertész György
- Dramaturg: Bálint Ágnes
- Zenéjét szerezte: Pethő Zsolt
- Operatőr: Barta Irén, Polyák Sándor
- Hangmérnök: Bársony Péter
- Vágó: Czipauer János
- Rajzolták: Bátai Éva, ifj. Nagy Pál, Szombati Szabó Csaba
- Színes technika: Kun Irén
- Gyártásvezető: Doroghy Judit, Vécsy Veronika

Készítette a Magyar Televízió megbízásából a Pannónia Filmstúdió

## Szereplők
- Vízipók: Pathó István
- Keresztespók: Harkányi Endre
- Szitakötőlárva: Császár Angela